# Cefaléia crônica diária
Cefaléia crônica diária, alternadamente abreviada cefaléia crônica, é uma manifestação clínica primária ou secundária, tornando-se inusual por transfixar, no mínimo, quinze dias por mês, elidindo potencial para permear três meses ou mais. Simboliza um grupo de patologias, não aludindo, portanto, a um diagnóstico intrínseco.

## Classificação
As formas primárias remetem a cefaléias presentes por 4 horas ou menos. Se tal marcação é sobrepujada, migra-se-a a cefaléias de longa duração. No escalonamento inceptivo, pode-se elencar a cefaléia em salvas crônica, hemicrania paroxística crônica, síndrome de S.U.N.C.T., e  cefaléia hípnica. Após, vincula-se as cefaléias tensional crônica, migrânea crônica (enxaqueca crônica), cefaléia persistente e diária desde o início (CPDI) e hemicrania contínua.

## Sintomatologia
Comumente, menciona-se fatores trivialmente associáveis a enxaqueca, como:

### Clínicos
- fotofobia, sensibilidade à luz;
- fonofobia, sensibilidade ao áudio;
- osmofobia, indisposições à retratação de odores;
- alterações visuais, tais como borramento visual, lacrimejamento, inchaço e vermelhidão ocular;
- congestão nasal.

### Psicossomáticos
- Fadiga;
- dificuldade de concentração;
- irritabilidade;
- depressão;
- ansiedade;
- distúrbios do sono (insônia, hipersonia, etc.);
- constipação intestinal.

## Sintomatologias diferenciais para o diagnóstico

### CPDI
- Dor bilateral;
- tipo pressão/aperto;
- sem alívio desde o início, ou então a partir do 3º dia;
- [separadamente] fotofobia, fonofobia ou náuseas ligeiras e discretas;
- a intensidade da dor, majoritariamente, é moderada ou reduzida, dispensando interferência por atividades físicas hodiernas;
- visível em > 3 meses.

### Cefaléia hípnica
- Dor não pulsátil, geralmente bilateral, com grau ínfimo a moderado;
- ascensão durante o sono, despertando o enfermo;
- duração, em média, situada de 15 a 180 minutos;
- aparição ulterior aos 50 anos;
- contingente e separadamente, náuseas, fotofobia ou fonofobia,
- ocorre em > 15 dias, com frequência mensal.

### Hemicrania paroxística
- Crises de dor aguda, apenas unilateral, orbitária, supra-orbitária e/ou temporal;
- duração, em média, fixada de 2 a 45 minutos;
- existência contingente de, não integralmente, inje[c]ção conjuntival e/ou lacrimejo, congestão nasal e/ou rinorreia, edema palpebral, sudorese facial, miose e/ou ptose palpebral;
- frequência do quadro de crise maior que 5 oportunidades, diariamente.

### S.U.N.C.T. (Short-lasting Unilateral Neuralgiform headache attacks with Conjunctival injection and Tearing; cefaléia de curta duração, unilateral, neuralgiforme com hiperemia conjuntival e lacrimejal)
- Dor unilateral, orbitária, supra-orbitária, ou temporal, sob punhaladas ou pulsamentos, durando de 5 a 240 segundos;
- complemento unilateral de injeção conjuntival e lacrimejo;
- frequência de 3 a 200 manifestações diárias.

### Cefaléia de tensão crônica
- Dor contínua ou intermitente, podendo permanecer ativa por horas;
- localização constantemente bilateral;
- volúvel em pressão ou aperto, possivelmente circundando a cabeça;
- intensidade pouco acentuada ou moderada;
- acompanhamento de, não integralmente, náuseas inócuas, foto- ou fonofobia;
- ausência de vômitos severos ou náuseas vigorosas;
- presente, em média, > 15 dias, mensalmente, dentro de ou superando três meses.

### Cefaléia migrânea crônica
- Dor unilateral, geralmente pulsátil;
- intensidade moderada a enérgica;
- agravada por atividade física ordinária;
- náuseas e/ou vômitos;
- foto- e fonofobia;

- presença ≥ 15 dias, mensalmente, rebentando três meses de conformação.

### Cefaléia em salvas crônica
- Dor severa, unilateral, orbitária, supraorbitária e/ou temporal;
- duração registada de 15 a 180 minutos;
- homolateralmente à dor, injeção conjuntival e/ou lacrimejo, congestão nasal e/ou rinorreia, edema palpebral, sudorese facial, miose e/ou ptose palpebral;
- inquietude e agitação;
- períodos de remissão anuais ausentes ou inferiores a um mês.

### Cefaléia hemicrânica contínua
- Dor inconstantemente unilateral;
- diária e ininterrupta;
- intensidade moderada; episódios de aditamento;
- durante as fases de aditamento da dor: injeção conjuntival e/ou lacrimejo, congestão nasal e/ou rinorreia, ptose e/ou miose.

## Tratamento
Uma vez que grande maioria dos casos instala-se devido a exacerbações na frequência de uso medicamentoso, sugere-se, para tais ocorrências, a desabilitação do emprego de analgésicos.
No que tange a terapias adicionais, as quais preterem a aplicação de medicamentos, pode-se realçar a psicoterapia de suporte, o biofeedback, modalidades cognitivocomportamentais, técnicas de relaxamento e manutenção do stress, atividade física - exceto para as ocasiões de enxaqueca crônica, abaladas por tal conduta -, atividades de lazer e alimentação balanceada.
Inscreve-se, em situações de surgimento sintomático não conjugado ao excesso de medicações, drogas profiláticas. Em escala incoativa, atribui-se droga única, bem como doses diárias mínimas, elucidadas pelo tipo de CCD enfrentado, os efeitos colaterais viáveis e/ou abonados, e por comorbidades apresentadas pelo paciente. Exemplos engajáveis podem atinar a amitriptilina, ácido valpróico, clorpromazina, propranolol, topiramato, fluoxetina, e indometacina. Aderindo-se à práxis do tratamento hospitalar, que é apontada para casos de concomitância de condição psiquiátrica ou médica geral, falha da manipulação ambulatorial, presença de abuso de narcóticos, suspeita de cefaléia sintomática, ou presença de cefaléia rebote eminente, faz-se terapias de hidratação endovenosa, controle parenteral das náuseas e da dor, tratamento profilático com educação do paciente, e, por fim, tratamento suplementar de demais enfermidades.